# Swati Mutyam
Swati Mutyam é um filme de drama indiano de 1986 dirigido e escrito por K. Viswanath. Foi selecionado como representante da Índia à edição do Oscar 1987, organizada pela Academia de Artes e Ciências Cinematográficas.

## Elenco
- Kamal Haasan - Sivayya
- Raadhika Sarathkumar - Lalitha
- Gollapudi Maruthi Rao - Landlord
- J. V. Somayajulu - guru de Lalita
- Nirmalamma - avó de Sivayya
- Sarath Babu - Chalapati
- Major Sundarrajan